# Demashita! Powerpuff Girls Z
Demashita! Powerpuff Girls Z (出ましたっ！ パワパフ ガールズ Z, Demashita! Pawapafu Gāruzu Zetto) är en japansk animerad serie baserad på Powerpuffpinglorna. Serien kretsar kring tre japanska 13-åriga flickor; Momoko Akatsutsumi, Miyako Goutokuji och Kaoru Matsubara, som genom att ha blivit påverkade av det kemiska ämnet Chemical Z fått förmågan att förvandla sig till en trio superhjältar: Powerpuff Girls Z. Som superhjältar är de mer kända under namnen Hyper Blossom, Rolling Bubbles respektive Powered Buttercup. Serien skiljer sig mycket från originalet. Många av karaktärerna i serierna delar namn och liknar varandra såväl utseendemässigt som personlighetsmässigt, men historien och upplägget i denna spinoff är ganska annorlunda i jämförelse med originalet. Serien började sändas i Japan den 1 juli 2006 på kanalen TV Tokyo och avslutades efter 52 avsnitt den 7 juli 2007.